# Der Nanny
Der Nanny ist eine deutsche Filmkomödie von Matthias Schweighöfer, der neben Milan Peschel auch eine der beiden Hauptrollen spielt. Der Film startete am 26. März 2015 in den deutschen Kinos.

## Handlung
Clemens ist Bauunternehmer und hat daher kaum Zeit für seine Kinder. Für sein neues Bauprojekt in Berlin müssen lediglich noch Wohnungen geräumt und abgerissen werden, bevor mit dem Bau begonnen werden kann. Als Rolf, einer der ehemaligen Bewohner des Viertels, letztlich seine Wohnung verliert, schwört er auf Rache und nistet sich so als männliche Nanny in Clemens’ Haushalt ein. Er möchte Clemens so gut wie möglich sabotieren. Clemens’ Kinder Winnie und Theo haben es sich jedoch zur Aufgabe gemacht, jede neue Nanny aus dem Haus zu vertreiben. Um dies zu erreichen, greifen sie zu allen erdenklichen Waffen. Schnell stellt Rolf fest, dass Nanny zu sein nicht so einfach ist wie gedacht und dass er selbst immer härtere Geschütze auffahren muss. Während er versucht, seine Stammkneipe zu retten, entsteht aus seinen Sabotageaktionen langsam eine neue Familie. Denn ohne dass er es direkt darauf anlegt, gewinnt er das Vertrauen der Kinder, da er einfach „nur“ für sie da ist. Zeitweise ist er damit für sie mehr ein Vater als Clemens. Dieser bemüht sich gerade sehr intensiv und mit vollem (männlichen) Körpereinsatz um eine wichtige Investorin. Als diese tatsächlich den Vertrag unterschreibt, was den Abriss von Rolfs Viertel besiegeln würde, stellt sich Clemens unerwartet auf die Seite seines „Nanny“. Seine Kinder finden, diesmal hätte er direkt mal etwas richtig gemacht.

## Hintergrund
Der Film wurde von Pantaleon Films und Warner Bros. produziert. Die Dreharbeiten begannen Anfang September 2014 in Berlin sowie auf Schloss Burgscheidungen.
Das Budget wird auf rund 9 Millionen Euro geschätzt.
Aufmerksamkeit erlangte der Film bereits im Januar 2015, als es Aufgabe eines Kandidaten der Fernsehshow Mein bester Feind war, sich die Lippen aufspritzen zu lassen und in Schweighöfers Film eine Kussszene mit einem anderen Mann zu drehen.

## Kritik
Der Film erhielt überwiegend negative Kritiken. Der Filmdienst urteilte, der Film sei eine „bemühte Familienkomödie, die mit gesellschaftlichen Plattitüden und dramaturgischen Ungereimtheiten die vermeintlich kinderfeindliche Welt der Reichen und die Sozialidylle der Armen“ thematisiere. Deutschlandradio Kultur bezeichnete den Film als „albernes deutsches Filmkomödien-Volkstheater“ und hob einzig Darsteller Milan Peschel hervor. Die Cinema sprach von einer „turbulente[n], etwas zu schwerfällige[n] Komödie, die vom Charme der gut aufgelegten Darsteller lebt“.

## Soundtrack
Der Soundtrack zum Film wurde am 31. März 2015 von Pantaleon Films, unter exklusiver Lizenz von Universal Music Group, veröffentlicht. Neben der Filmmusik sind weitere Titel vertreten, unter anderem Your Wish von Talisco und Fliegen (Score), der von Matthias Schweighöfer gesungen wurde.